# Landeszahnärztekammer Baden-Württemberg
Die Landeszahnärztekammer Baden-Württemberg (LZK BW) mit Sitz in Stuttgart ist die öffentliche Berufsvertretung der Zahnärztinnen und Zahnärzte in Baden-Württemberg. Als Körperschaft des öffentlichen Rechts nimmt die LZK BW Aufgaben der Selbstverwaltung wahr. Diese werden ihr durch das Heilberufe-Kammergesetz zugewiesen. Die LZK BW untersteht der Rechtsaufsicht des Ministeriums für Soziales, Gesundheit und Integration Baden-Württemberg.
Die LZK BW ist Mitglied in der Bundeszahnärztekammer, Arbeitsgemeinschaft der deutschen Zahnärztekammern e. V. (BZÄK).

## Mitglieder
Pflichtmitglieder der LZK BW sind
- alle Zahnärztinnen und Zahnärzte, die approbiert sind oder eine Erlaubnis zur Ausübung der Zahnheilkunde nach § 13 Zahnheilkundegesetz besitzen
- sowie alle staatlich anerkannten Dentistinnen und Dentisten, die ihren Beruf in Baden-Württemberg ausüben oder hier ihren Wohnsitz haben.

Mit Änderung des Heilberufe-Kammergesetzes vom 16. Februar 2021 können auch Studierende der Zahnmedizin in Baden-Württemberg als freiwilliges Mitglied der LZK BW beitreten.

## Aufgaben
Die Landeszahnärztekammer Baden-Württemberg nimmt folgende Aufgaben wahr:
- Vertretung und Förderung der Berufsinteressen
- Überwachung und Erfüllung der Berufspflichten
- Wahrung der Berufsehre
- Weiterbildung und Fortbildung ihrer Kammermitglieder
- Förderung der Ausbildung zur Zahnärztin bzw. zum Zahnarzt
- Behandlung aller Angelegenheiten, die den zahnärztlichen Beruf und die Pflege des Gemeinsinns innerhalb des Berufs betreffen
- Mitwirkung bei Angelegenheiten auf den in Betracht kommenden Gebieten der öffentlichen Gesundheitspflege und der Volkswirtschaft
- Durchführung der Berufsausbildung und der beruflichen Fortbildung der zahnärztlichen Helferberufe, vor allem der Zahnarzthelferinnen und Zahnarzthelfer sowie der Zahnmedizinischen Fachhelferinnen und Fachhelfer
- Wahrnehmung der Aufgaben der Qualitätssicherung.

Darüber hinaus berät und unterstützt die LZK BW die zuständigen Behörden in Fragen der Gesetzgebung und der Verwaltung. Zusätzlich hat die Kammer die Aufgabe, Dritte über Angelegenheiten zu beraten und zu informieren, die die Berufsausbildung der Kammermitglieder betreffen. Ebenso wirkt die LZK BW laut Kammergesetz bei Förderung und Schutz der Gesundheit der Bevölkerung mit.

## Organe und Struktur
Auf Grundlage des Heilberufe-Kammergesetzes des Landes Baden-Württemberg wurde die Landeszahnärztekammer Baden-Württemberg als Körperschaft des öffentlichen Rechts errichtet. In Baden-Württemberg sind Körperschaften des öffentlichen Rechts als Institution, als Teil der Staatsorganisation und in ihrer rechtlichen Eigenständigkeit verfassungsrechtlich verankert.

### Vertreterversammlung
Die Vertreterversammlung der LZK BW ist ihr höchstes Entscheidungsgremium. Sie besteht derzeit aus 67 gewählten Vertreterinnen und Vertretern der wahlberechtigten Kammermitglieder sowie den vier Geschäftsführenden Direktoren der Universitätskliniken für Zahn-, Mund- und Kieferheilkunde der Universität Freiburg, Universität Heidelberg, Universität Tübingen und Universität Ulm. (Stand: Juli 2025)
Die Vertreterversammlung wählt und kontrolliert als „Legislative“ den Vorstand. Nach § 4 Heilberufe-Kammergesetz entscheidet die Vertreterversammlung über alle Angelegenheiten der LZK BW.

### Vorstand
Der Vorstand bildet die „Exekutive“. Er führt die laufenden Geschäfte in Zusammenarbeit mit der Verwaltung und besteht aus neun Kammermitgliedern. Die Vertreterversammlung wählt einen Präsidenten und seinen Stellvertreter sowie drei weitere Delegierte als Mitglieder in den Vorstand. Die vier Vorsitzenden der Bezirkszahnärztekammern komplettieren den Vorstand kraft Amtes.

### Haushaltsausschuss
Der Haushaltsausschuss der LZK BW besteht aus einem Vorsitzenden, einem Stellvertreter und drei weiteren Mitgliedern. Der Haushaltsausschuss ist für die Aufstellung des Haushaltsplans, die laufende Rechnungsführung sowie die Prüfung der Jahresrechnung zuständig.

### Berufsgerichte
Nach dem Heilberufe-Kammergesetz hat jede Kammer ein Landesberufsgericht und Bezirksberufsgerichte zu bilden, um die Erfüllung der Berufspflichten der Kammermitglieder zu überwachen. Die Berufsgerichte sind Organe der LZK BW und gehören nach dem Gerichtsverfassungsgesetz zu den ordentlichen (staatlichen) Gerichten.

### Verwaltung
Die Verwaltung mit Sitz in Stuttgart ist Ansprech- und Servicepartner der Zahnärztinnen und Zahnärzte sowie der Öffentlichkeit. Das offizielle Veröffentlichungsorgan der Landeszahnärztekammer Baden-Württemberg ist das Zahnärzteblatt Baden-Württemberg.

### Bezirkszahnärztekammern
Die LZK BW hat rechtlich unselbständige Untergliederungen, die Bezirkszahnärztekammern (BZK). Sie umfassen die Bereiche der Regierungsbezirke des Landes und heißen entsprechend ihrem Sitz BZK Freiburg (Südbaden), BZK Karlsruhe (Nordbaden), BZK Stuttgart (Nordwürttemberg) und BZK Tübingen (Südwürttemberg).

### Weitere Einrichtungen der LZK BW
Die LZK BW hat zwei kammereigene Fortbildungsinstitute:
- Akademie für Zahnärztliche Fortbildung Karlsruhe
- Zahnmedizinisches FortbildungsZentrum Stuttgart

Zusammen mit der Kassenzahnärztlichen Vereinigung Baden-Württemberg unterhält die LZK BW das Informationszentrum Zahn- und Mundgesundheit (IZZ). Das IZZ nimmt im Auftrag der Zahnärzteschaft Aufgaben der externen Presse- und Öffentlichkeitsarbeit wahr.
Eine weitere gemeinsame Einrichtung ist die Zahnmedizinische Patientenberatungsstelle Baden-Württemberg. Diese führt die Allgemeine und die Individuelle Patientenberatung in Baden-Württemberg durch. Die Inanspruchnahme der zahnmedizinischen Patientenberatung ist für Patienten kostenfrei.

## Geschichte
Die Landeszahnärztekammer Baden-Württemberg wurde am 16. April 1955 gegründet. In ihr schlossen sich die zahnärztlichen und dentistischen Berufsvertretungen zusammen, die auf dem Gebiet des 1952 gegründeten Bundeslands Baden-Württemberg existierten. Anlässlich ihres 50-jährigen Bestehens veröffentlichte die LZK BW 2005 eine Festschrift; 2025 wurde eine Festschrift zum 70-jährigen Bestehen veröffentlicht.
| 1955–1960 | Raimund Gaertner      |
| 1960–1968 | Richard Merz          |
| 1969–1970 | Günther Schäfer       |
| 1970–1976 | Ulrich Rheinwald      |
| 1976–1992 | Hans-Dieter Schwieder |
| 1993–2000 | Rüdiger Engel         |
| 2001–2016 | Udo Lenke             |
| Seit 2017 | Torsten Tomppert      |

## Soziales Engagement

### Engagement für Menschen mit Behinderungen
Die Landeszahnärztekammer Baden-Württemberg und Special Olympics Baden-Württemberg sind seit Ende 2017 durch eine Kooperationsvereinbarung verbunden. Die LZK BW leistet so einen Beitrag zur Finanzierung des Zahn- und Mundgesundheitsprogramms „Special Smiles“ für Menschen mit geistiger und Mehrfach-Behinderung. Zudem stellt die LZK BW ihre Webseite auch barrierefrei und in leichter Sprache zur Verfügung.

### Klimaneutrales Unternehmen
Die LZK BW hat ihre Treibhausgas-Emissionen erfassen lassen und für das Jahr 2021 und 2022 durch den Erwerb von Klimaschutzzertifikaten ausgeglichen. Mit diesen Zertifikaten wird ein Photovoltaikprojekt in Indien unterstützt.

## Mitgliedschaften
Die LZK BW ist Mitglied in diesen Organisationen:
- Bundeszahnärztekammer, Arbeitsgemeinschaft der deutschen Zahnärztekammern e. V. (BZÄK)
- Landesarbeitsgemeinschaft für Zahngesundheit Baden-Württemberg e.V. (LAGZ)
- Landesverband der Freien Berufe Baden-Württemberg (LFB)
- Verein zur Förderung des Instituts für Deutsches, Europäisches und Internationales Medizinrecht, Gesundheitsrecht und Bioethik in Heidelberg und Mannheim
- Verein zur Förderung und Pflege des Dentalhistorischen Museums e. V.
- Deutsches Netzwerk Versorgungsforschung – DNFV e.V.